# Japán az 1968. évi téli olimpiai játékokon
Japán a franciaországi Grenoble-ban megrendezett 1968. évi téli olimpiai játékok egyik részt vevő nemzete volt. Az országot az olimpián 8 sportágban 61 sportoló képviselte, akik érmet nem szereztek.

## Alpesisí
Férfi
| Versenyző         | Versenyszám      | Selejtező     | Selejtező     | Selejtező | Selejtező | Döntő    | Döntő    | Döntő    | Döntő    | Döntő      | Döntő      |
| Versenyző         | Versenyszám      | 1. futam      | 1. futam      | 2. futam  | 2. futam  | 1. futam | 1. futam | 2. futam | 2. futam | Összesítés | Összesítés |
| Versenyző         | Versenyszám      | Idő           | Hely.         | Idő       | Hely.     | Idő      | Hely.    | Idő      | Hely.    | Idő        | Helyezés   |
| ----------------- | ---------------- | ------------- | ------------- | --------- | --------- | -------- | -------- | -------- | -------- | ---------- | ---------- |
| Marujama Dzsuicsi | Lesiklás         |               |               |           |           |          |          |          |          | 2:19,33    | 64.        |
| Marujama Hitonari | Lesiklás         |               |               |           |           |          |          |          |          | 2:18,04    | 59.        |
| Fukuhara Josiharu | Lesiklás         |               |               |           |           |          |          |          |          | 2:14,09    | 54.        |
| Fukuhara Josiharu | Műlesiklás       | kizárták      | kizárták      | 56,82     | 2.        | kiesett  | kiesett  | kiesett  | kiesett  | kiesett    | kiesett    |
| Fukuhara Josiharu | Óriás-műlesiklás |               |               |           |           | 1:53,96  | 51.      | 1:58,01  | 56.      | 3:51,97    | 50.        |
| Kida Josinari     | Műlesiklás       | kizárták      | kizárták      | 57,87     | 2.        | kiesett  | kiesett  | kiesett  | kiesett  | kiesett    | kiesett    |
| Kida Josinari     | Óriás-műlesiklás |               |               |           |           | kizárták | kizárták | kiesett  | kiesett  | kiesett    | kiesett    |
| Noto Cuneo        | Lesiklás         |               |               |           |           |          |          |          |          | 2:10,32    | 45.        |
| Noto Cuneo        | Műlesiklás       | nem ért célba | nem ért célba | 56,60     | 2.        | kiesett  | kiesett  | kiesett  | kiesett  | kiesett    | kiesett    |
| Noto Cuneo        | Óriás-műlesiklás |               |               |           |           | 1:52,55  | 43.      | 1:54,10  | 40.      | 3:46,65    | 40.        |
| Szaszaki Tomio    | Műlesiklás       | 55,98         | 4.            | 56,62     | 2.        | kiesett  | kiesett  | kiesett  | kiesett  | kiesett    | kiesett    |
| Szaszaki Tomio    | Óriás-műlesiklás |               |               |           |           | 1:53,16  | 46.      | 1:56,99  | 51.      | 3:50,15    | 47.        |

Női
| Versenyző   | Versenyszám      | 1. futam | 1. futam | 2. futam | 2. futam | Összesítés | Összesítés |
| Versenyző   | Versenyszám      | Idő      | Hely.    | Idő      | Hely.    | Idő        | Helyezés   |
| ----------- | ---------------- | -------- | -------- | -------- | -------- | ---------- | ---------- |
| Ocue Mihoko | Lesiklás         |          |          |          |          | 1:51,60    | 34.        |
| Ocue Mihoko | Műlesiklás       | 46,78    | 26.      | 1:04,59  | 31.      | 1:51,37    | 31.        |
| Ocue Mihoko | Óriás-műlesiklás |          |          |          |          | 2:10,56    | 36.        |

* - egy másik versenyzővel azonos eredményt ért el

## Biatlon
| Versenyző                                            | Versenyszám      | Lövőhiba | Időeredmény | Helyezés |
| ---------------------------------------------------- | ---------------- | -------- | ----------- | -------- |
| Josimura Hadzsime                                    | 20 km egyéni     | 9        | 1:32:05,5   | 43.      |
| Okujama Sózó                                         | 20 km egyéni     | 7        | 1:28:51,0   | 34.      |
| Ono Iszao                                            | 20 km egyéni     | 8        | 1:28:47,8   | 33.      |
| Sibuja Miki                                          | 20 km egyéni     | 6        | 1:27:37,1   | 28.      |
| Ono Iszao Sibuja Miki Okujama Sózó Josimura Hadzsime | 4 × 7,5 km váltó | 9        | 2:35:21,0   | 13.      |

## Északi összetett
| Versenyző       | Síugrás  | Síugrás  | Síugrás  | Síugrás  | Síugrás  | Síugrás  | Síugrás | Síugrás | Sífutás | Sífutás | Sífutás | Összesítés | Összesítés |
| Versenyző       | 1. ugrás | 1. ugrás | 2. ugrás | 2. ugrás | 3. ugrás | 3. ugrás | Össz.   | Össz.   | Sífutás | Sífutás | Sífutás | Összesítés | Összesítés |
| Versenyző       | Távolság | Pont     | Távolság | Pont     | Távolság | Pont     | Pont    | Hely.   | Idő     | Pont    | Hely.   | Pont       | Helyezés   |
| --------------- | -------- | -------- | -------- | -------- | -------- | -------- | ------- | ------- | ------- | ------- | ------- | ---------- | ---------- |
| Itagaki Hirosi  | 74,0     | (78,7)   | 73,5     | 115,4    | 76,0     | 122,0    | 237,4   | 2.      | 53:26,2 | 177,25  | 29.     | 414,65     | 10.        |
| Ókubo Kacutosi  | 66,0     | 96,2     | 69,5     | 98,6     | 66,0     | (90,1)   | 194,8   | 23.     | 52:33,1 | 187,43  | 26.     | 382,23     | 24.        |
| Szutó Maszatosi | 62,0     | 87,3     | 66,0     | 95,7     | 60,5     | (72,2)   | 183,0   | 30.     | 53:32,6 | 176,03  | 31.     | 359,03     | 31.        |
| Tanigucsi Akemi | 73,0     | 114,4    | 72,5     | 110,0    | 72,5     | (109,1)  | 224,4   | 4.      | 55:04,5 | 158,74  | 39.     | 383,14     | 23.        |

## Gyorskorcsolya
Férfi
| Versenyző       | Versenyszám | Eredmény | Helyezés |
| --------------- | ----------- | -------- | -------- |
| Dedzsima Tamio  | 500 m       | 42,6     | 33.***   |
| Demacsi Josiaki | 5000 m      | 7:55,6   | 21.      |
| Demacsi Josiaki | 10 000 m    | 16:54,6  | 22.      |
| Hida Takajuki   | 500 m       | 42,9     | 37.      |
| Isihata Tadao   | 1500 m      | 2:12,7   | 30.      |
| Isihata Tadao   | 5000 m      | 7:55,8   | 22.      |
| Maeda Mucuhiko  | 1500 m      | 2:14,8   | 40.**    |
| Maeda Mucuhiko  | 5000 m      | 8:08,3   | 33.      |
| Ócuka Hirofumi  | 10 000 m    | 17:38,8  | 28.      |
| Szuzuki Keiicsi | 500 m       | 40,8     | 8.**     |
| Szuzuki Keiicsi | 1500 m      | 2:13,1   | 31.      |
| Szuzuki Maszaki | 500 m       | 41,2     | 15.**    |
| Szuzuki Maszaki | 1500 m      | 2:14,8   | 40.**    |

Női
| Versenyző       | Versenyszám | Eredmény      | Helyezés      |
| --------------- | ----------- | ------------- | ------------- |
| Ide Kaname      | 500 m       | 50,0          | 27.           |
| Ide Kaname      | 1500 m      | 2:34,2        | 23.           |
| Ide Kaname      | 3000 m      | 5:27,9        | 21.           |
| Szaitó Dzsicuko | 1500 m      | 2:36,6        | 26.           |
| Szaitó Dzsicuko | 3000 m      | 5:27,8        | 20.           |
| Szaitó Szacsiko | 500 m       | nem ért célba | nem ért célba |
| Szaitó Szacsiko | 1000 m      | 1:41,0        | 26.           |
| Szaitó Szacsiko | 1500 m      | 2:31,4        | 18.*          |
| Takeda Miszae   | 500 m       | 49,4          | 25.           |
| Takeda Miszae   | 1000 m      | 1:40,4        | 25.           |

* - egy másik versenyzővel azonos eredményt ért el

** - két másik versenyzővel azonos eredményt ért el

*** - három másik versenyzővel azonos eredményt ért el

## Jégkorong
| Japán férfi jégkorongcsapat-játékoskeret                                                   | Japán férfi jégkorongcsapat-játékoskeret                                                         | Japán férfi jégkorongcsapat-játékoskeret                                                                     |
| ------------------------------------------------------------------------------------------ | ------------------------------------------------------------------------------------------------ | --- |
| - Akiba Takesi - Araki Nobuhiro - Aszai Iszao - Ebina Jutaka - Hikigi Takao - Itabasi Tóru | - Itó Minoru - Ivamoto Kódzsi - Kaneiri Takaaki - Kaszai Hiszasi - Kudó Kimihisza - Macuda Kazuo | - Morisima Kacudzsi - Ocubo Tosimicu - Okadzsima Tóru - Szató Micsihiro - Takasima Mamoru - Torijabe Kendzsi |

### Eredmények
Selejtező
- Japán nem játszott selejtezőt

Helyosztó csoportkör
| 1968. február 7. | Jugoszlávia (YUG) | 5 – 1 (2–0, 0–0, 3–1) | Japán | Grenoble |

|  |  |  |  |  |
|  |  |  |  |  |
|  |  |  |  |  |
|  |  |  |  |  |

| 1968. február 10. | Norvégia (NOR) | 0 – 4 (0–2, 0–2, 0–0) | Japán | Grenoble |

|  |  |  |  |  |
|  |  |  |  |  |
|  |  |  |  |  |
|  |  |  |  |  |

| 1968. február 12. | Japán (JPN) | 5 – 4 (3–0, 1–3, 1–1) | Románia | Grenoble |

|  |  |  |  |  |
|  |  |  |  |  |
|  |  |  |  |  |
|  |  |  |  |  |

| 1968. február 15. | Japán (JPN) | 11 – 1 (1–0, 6–0, 4–1) | Ausztria | Grenoble |

|  |  |  |  |  |
|  |  |  |  |  |
|  |  |  |  |  |
|  |  |  |  |  |

| 1968. február 17. | Franciaország (FRA) | 2 – 6 (0–0, 0–4, 2–2) | Japán | Grenoble |

|  |  |  |  |  |
|  |  |  |  |  |
|  |  |  |  |  |
|  |  |  |  |  |

Végeredmény
| Csapat        | M | Gy | D | V | G+ | G– | Gk  | P  |
| ------------- | - | -- | - | - | -- | -- | --- | -- |
| Jugoszlávia   | 5 | 5  | 0 | 0 | 33 | 9  | +24 | 10 |
| Japán         | 5 | 4  | 0 | 1 | 27 | 12 | +15 | 8  |
| Norvégia      | 5 | 3  | 0 | 2 | 15 | 15 | 0   | 6  |
| Románia       | 5 | 2  | 0 | 3 | 22 | 23 | –1  | 4  |
| Ausztria      | 5 | 1  | 0 | 4 | 12 | 27 | –15 | 2  |
| Franciaország | 5 | 0  | 0 | 5 | 9  | 32 | –23 | 0  |

| Csapat | Helyezés |
| ------ | -------- |
| Japán  | 10.      |

## Műkorcsolya
| Versenyző       | Versenyszám  | Kötelező elemek   | Kötelező elemek | Kűr               | Kűr   | Összesítés                     | Összesítés                     | Összesítés                     | Összesítés                     | Összesítés                     | Összesítés                     | Összesítés                     | Összesítés                     | Összesítés                     | Összesítés        | Összesítés        | Összesítés  | Összesítés | Összesítés |
| Versenyző       | Versenyszám  | Kötelező elemek   | Kötelező elemek | Kűr               | Kűr   | Helyezési pontszámok bírónként | Helyezési pontszámok bírónként | Helyezési pontszámok bírónként | Helyezési pontszámok bírónként | Helyezési pontszámok bírónként | Helyezési pontszámok bírónként | Helyezési pontszámok bírónként | Helyezési pontszámok bírónként | Helyezési pontszámok bírónként | Több. hely. száma | Több. hely. össz. | Hely. össz. | Pont       | Helyezés   |
| Versenyző       | Versenyszám  | Több. hely. száma | Hely.           | Több. hely. száma | Hely. | 1                              | 2                              | 3                              | 4                              | 5                              | 6                              | 7                              | 8                              | 9                              | Több. hely. száma | Több. hely. össz. | Hely. össz. | Pont       | Helyezés   |
| --------------- | ------------ | ----------------- | --------------- | ----------------- | ----- | ------------------------------ | ------------------------------ | ------------------------------ | ------------------------------ | ------------------------------ | ------------------------------ | ------------------------------ | ------------------------------ | ------------------------------ | ----------------- | ----------------- | ----------- | ---------- | ---------- |
| Kozuka Cuguhiko | Férfi egyéni | 7×23+             | 24.             | 5×19+             | 19.   | 23,0                           | 23,0                           | 23,0                           | 17,0                           | 23,0                           | 21,0                           | 21,0                           | 19,0                           | 19,0                           | 5×21+             | 97,0              | 189,0       | 1584,0     | 21.        |
| Higucsi Jutaka  | Férfi egyéni | 7×23+             | 23.             | 7×26+             | 26.   | 25,0                           | 24,0                           | 25,0                           | 25,0                           | 25,0                           | 23,0                           | 25,0                           | 23,0                           | 23,0                           | 9×25+             | 218,0             | 218,0       | 1529,6     | 25.        |
| Okava Kumiko    | Női egyéni   | 6×9+              | 8.              | 5×5+              | 5.    | 6,0                            | 7,0                            | 8,0                            | 8,0                            | 8,0                            | 7,0                            | 3,0                            | 6,0                            | 8,0                            | 5×7+              | 29,0              | 61,0        | 1763,6     | 8.         |
| Jamasita Kazumi | Női egyéni   | 5×15+             | 15.             | 5×15+             | 14.   | 12,0                           | 14,0                           | 16,0                           | 19,0                           | 15,0                           | 13,0                           | 12,0                           | 20,0                           | 18,0                           | 5×15+             | 66,0              | 139,0       | 1639,0     | 14.        |
| Isida Haruko    | Női egyéni   | 5×20+             | 18.             | 6×25+             | 25.   | 27,0                           | 26,0                           | 25,0                           | 24,0                           | 24,0                           | 24,0                           | 21,0                           | 26,0                           | 21,0                           | 8×26+             | 191,0             | 218,0       | 1552,7     | 26.        |

## Sífutás
Férfi
| Versenyző                                              | Versenyszám     | Eredmény      | Helyezés      |
| ------------------------------------------------------ | --------------- | ------------- | ------------- |
| Macuoka Akijosi                                        | 15 km           | 54:46,2       | 53.           |
| Ogava Hirosi                                           | 15 km           | 59:55,4       | 65.           |
| Okusiba Szotoo                                         | 50 km           | 2:45:09,4     | 38.           |
| Szató Kazuo                                            | 15 km           | nem ért célba | nem ért célba |
| Szató Kazuo                                            | 30 km           | 1:46:12,4     | 45.           |
| Szató Tokio                                            | 15 km           | 53:41,2       | 50.           |
| Szató Tokio                                            | 30 km           | 1:43:13,8     | 33.           |
| Szató Tokio                                            | 50 km           | 2:40:00,5     | 29.           |
| Szató Tokio Okusiba Szotoo Szató Kazuo Macuoka Akijosi | 4 × 10 km váltó | 2:20:54,8     | 10.           |

Női
| Versenyző     | Versenyszám | Eredmény | Helyezés |
| ------------- | ----------- | -------- | -------- |
| Kató Fudzsiko | 5 km        | 18:28,2  | 32.      |
| Kató Fudzsiko | 10 km       | 40:40,0  | 23.      |

## Síugrás
| Versenyző          | Versenyszám | 1. ugrás | 1. ugrás | 1. ugrás | 2. ugrás | 2. ugrás | 2. ugrás | Összesítés | Összesítés |
| Versenyző          | Versenyszám | Távolság | Pont     | Hely.    | Távolság | Pont     | Hely.    | Pont       | Helyezés   |
| ------------------ | ----------- | -------- | -------- | -------- | -------- | -------- | -------- | ---------- | ---------- |
| Aocsi Szeidzsi     | Nagysánc    | 90,5     | 94,6     | 28.      | 87,5     | 90,4     | 25.      | 185,0      | 26.        |
| Aszari Maszakacu   | Normálsánc  | 72,5     | 100,8    | 29.      | 59,5     | 69,0     | 54.      | 169,8      | 47.        |
| Fudzsiszava Takasi | Normálsánc  | 73,0     | 100,6    | 30.      | 71,0     | 93,9     | 29.      | 194,5      | 26.        |
| Fudzsiszava Takasi | Nagysánc    | 101,0    | 116,8    | 2.       | 82,5     | 75,9     | 48.      | 192,7      | 18.        |
| Kaszaja Jukio      | Normálsánc  | 71,0     | 95,4     | 39.*     | 72,0     | 101,0    | 11.      | 196,4      | 23.        |
| Kaszaja Jukio      | Nagysánc    | 91,0     | 97,3     | 23.      | 88,5     | 93,8     | 19.*     | 191,1      | 20.*       |
| Konno Akicugu      | Normálsánc  | 72,5     | 101,3    | 28.      | 69,5     | 95,0     | 26.      | 196,3      | 24.        |
| Konno Akicugu      | Nagysánc    | 91,5     | 95,5     | 26.      | 90,5     | 95,6     | 15.      | 191,1      | 20.*       |

* - egy másik versenyzővel azonos eredményt ért el